# Orlová
Orlová (en polonais : Orłowa ; en allemand : Orlau) est une ville du district de Karviná, dans la région de Moravie-Silésie, en République tchèque. Sa population s'élevait à 27 794 habitants en 2024.

## Géographie
Orlová se trouve près de la frontière avec la Pologne, à 8 km à l'ouest de Karviná, à 11 km à l'est-nord-est du centre d'Ostrava et à 288 km à l'est de Prague.
La commune est limitée par Dolní Lutyně au nord, par Dětmarovice, Doubrava et Karviná à l'est, par Havířov au sud, par Petřvald et Rychvald à l'ouest, et par Bohumín au nord-ouest.

## Histoire
La première mention écrite de la ville date de 1223.
- Histoire de la communauté juive et de sa synagogue avant la Seconde Guerre mondiale

## Population
Recensements (jusqu'en 2001) ou estimations (depuis 2014) de la population de la commune dans ses limites actuelles :
| 1869* | 1880* | 1890* | 1900*  | 1910*  | 1921*  |
| ----- | ----- | ----- | ------ | ------ | ------ |
| 3 875 | 6 332 | 7 806 | 15 820 | 21 116 | 23 513 |

| 1930*  | 1950*  | 1961*  | 1970*  | 1980*  | 1991*  |
| ------ | ------ | ------ | ------ | ------ | ------ |
| 24 847 | 23 863 | 21 543 | 24 268 | 28 733 | 36 339 |

| 2001*  | 2011*  | 2015   | 2016   | 2017   | 2018  |
| ------ | ------ | ------ | ------ | ------ | ----- |
| 34 856 | 29 896 | 29 967 | 29 524 | 29 231 | 2 108 |

| 2019   | 2020   | 2021*  | 2022   | 2023   | 2024   |
| ------ | ------ | ------ | ------ | ------ | ------ |
| 28 852 | 28 735 | 27 581 | 28 206 | 27 966 | 27 794 |

## Administration
La commune se compose de quatre quartiers :
- Lazy
- Lutyně
- Město
- Poruba

## Galerie

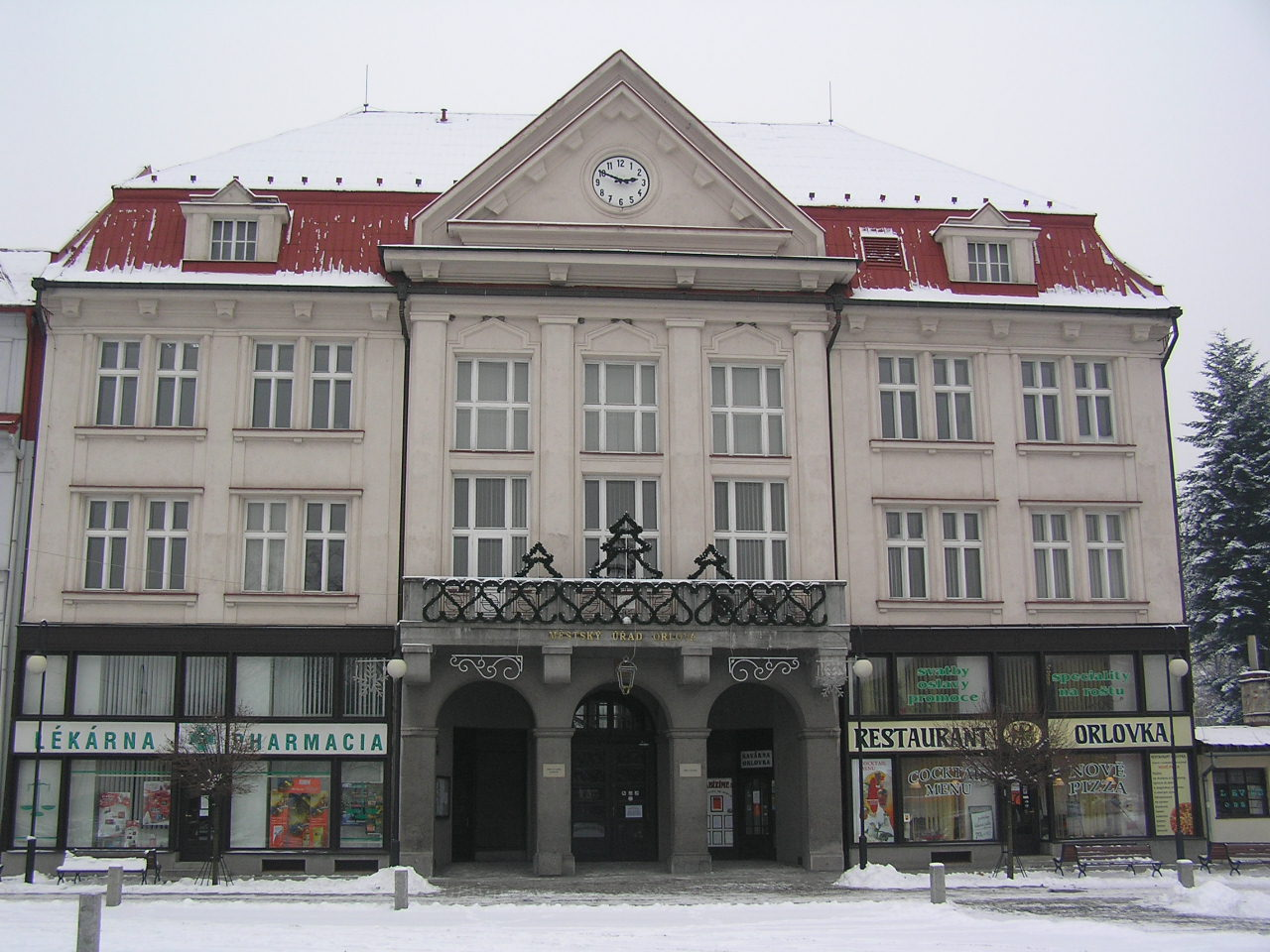
Hôtel de ville.
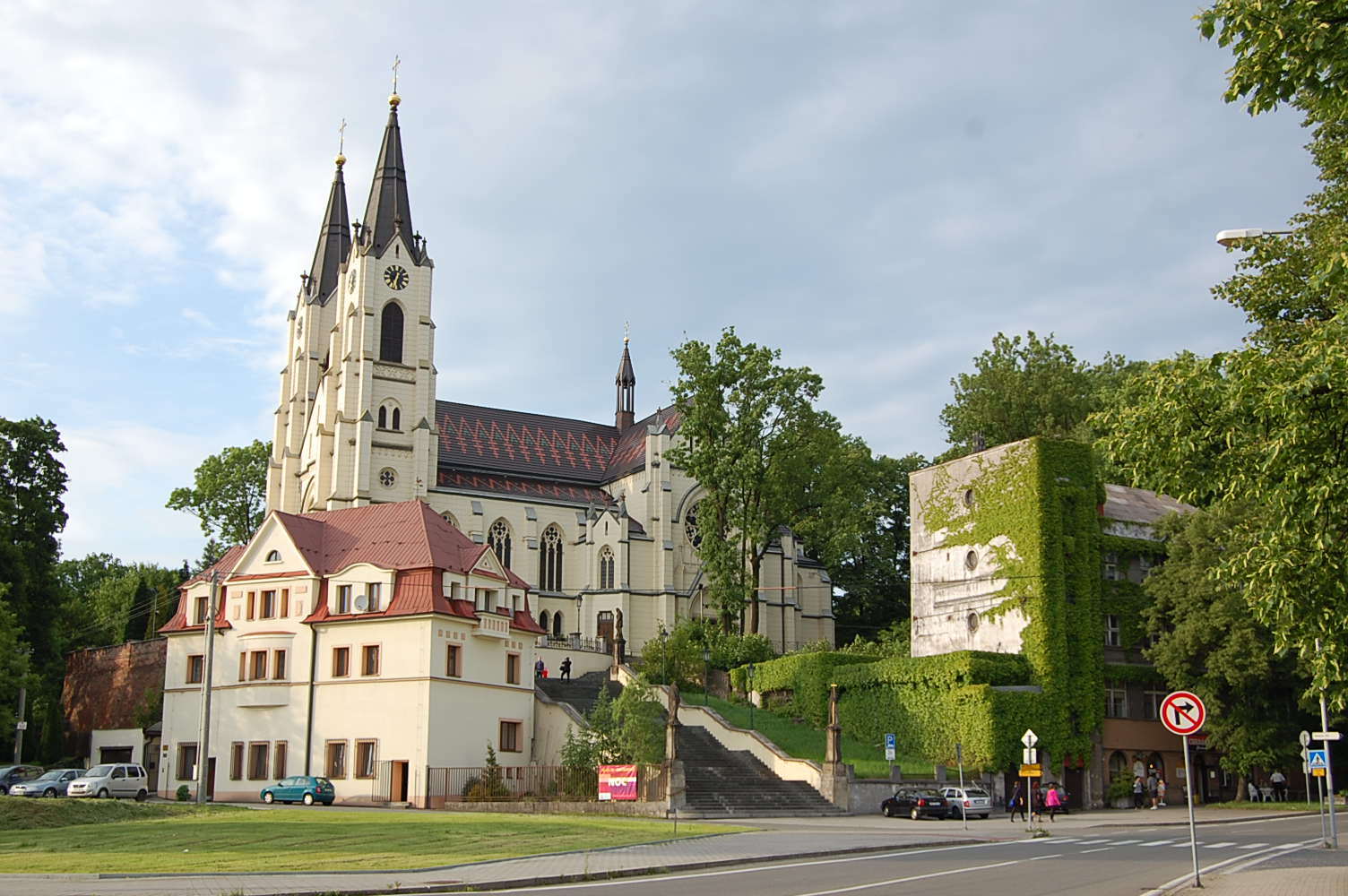
Église de la Nativité de la Vierge Marie.

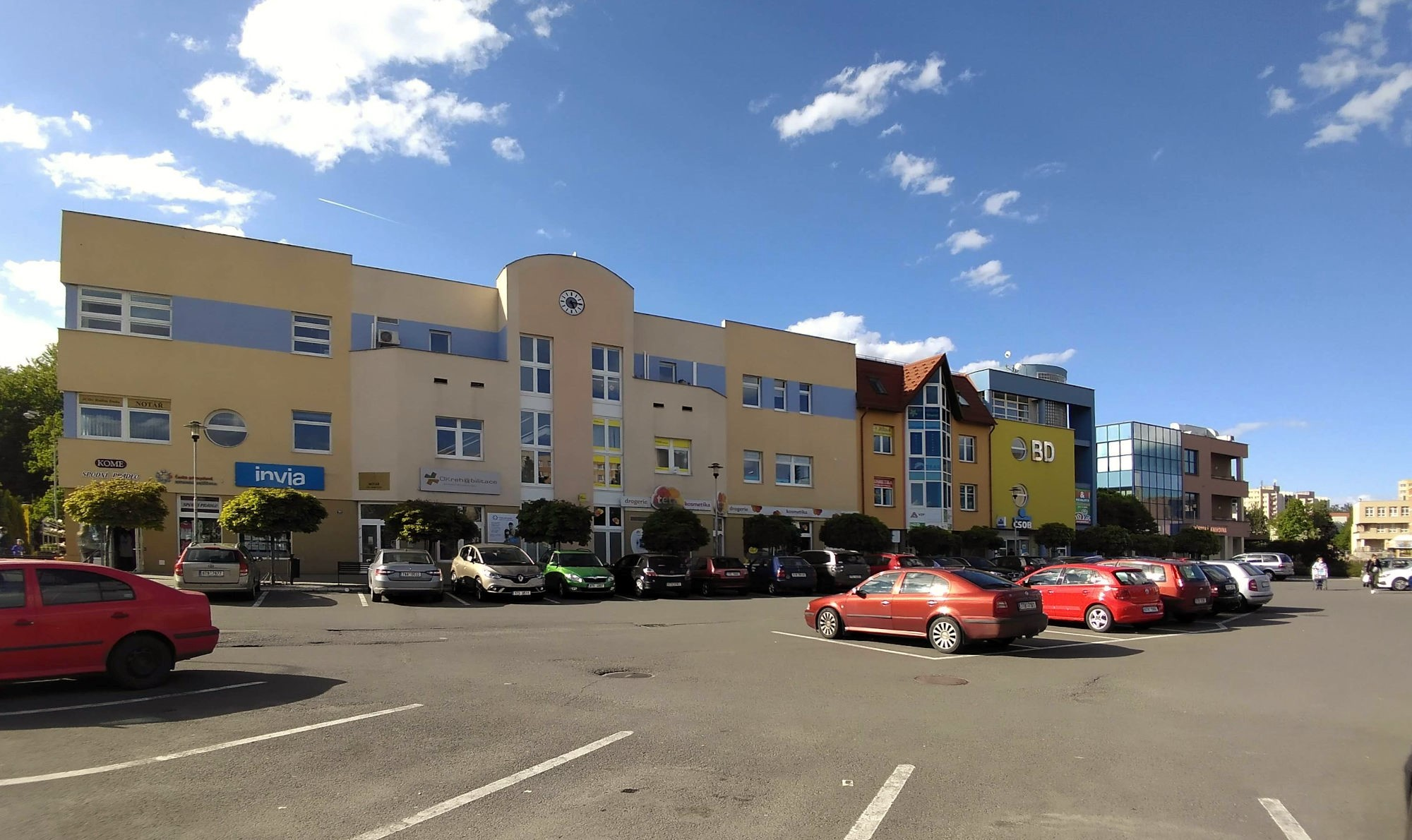
Immeubles du nouveau centre.

## Transports
Par la route, Orlová se trouve à 10 km de Karviná, à 14 km du centre d'Ostrava et à 385 km de Prague.

## Jumelages
- Illnau-Effretikon (Suisse)
- Rydułtowy (Pologne)
- Czechowice-Dziedzice (Pologne)